# Charles Strite
Charles Strite (né le 27 février 1878 en Iowa et mort le 18 août 1956) est un inventeur américain.
Né dans l'Iowa aux États-Unis, il reçoit le 18 octobre 1921 le brevet # 1,394,450 pour son invention : le grille-pain à éjection.

## Interprétation
Bien qu'il ne soit pas à l'origine du grille-pain (ce dernier datant de 1909), Charles Strite le rend populaire grâce au système d'éjection qui est totalement novateur à l'époque. Le problème des anciens prototypes reposait sur le fait que le pain brulait la plupart du temps à l'intérieur de l'appareil. C'est à partir du prototype de Strite que le grille-pain connaitra un véritable essor. Ainsi, Charles Strite et son grille-pain illustrent parfaitement la théorie de l'amélioration de Joseph Schumpeter.